# Ascan Klée Gobert
Ascan Klée Gobert (* 19. März 1894 in Hamburg; † 14. Juli 1967 ebenda) war ein deutscher Schriftsteller, Politiker (CDU) und Hamburger Senator. Er war der Vater des Schauspielers, Regisseurs und Intendanten Boy Gobert und Bruder des Kulturhistorikers Elke-Gunnow Braake. 

## Leben
Gobert wurde als Sohn des Hamburger Juristen Ascan Klée Gobert (1863–1937) in Hamburg geboren. Im Ersten Weltkrieg war er Flugzeugführer in der Jagdstaffel 37. Nach einem juristischen Studium wurde er 1919 an der Universität Heidelberg promoviert und war danach als Seeversicherungskaufmann in Hamburg tätig. Er wurde 1913 Mitglied des Corps Guestphalia Heidelberg und verließ dieses 1934 nach Aufforderung seiner Corpsbrüder, da seine Ehefrau „nicht-arisch-versippt“ war. 1927 gründete er seine eigene Firma, war aber früh bereits als Feuilleton-Autor tätig. Im Zweiten Weltkrieg war er im Rang eines Hauptmanns beim Luftverteidigungskommando Hamburg.
Bereits 1937 veröffentlichte Gobert zusammen mit der Zeichnerin Lotte Wellnitz seinen ersten Roman Glück durch Sibylle. Es folgten mehrere Romane und Erzählungen. Neben seiner schriftstellerischen Laufbahn war er von 1946 an für einige Jahre in der Hamburger Politik tätig. Von 1951 an saß er dem Hauptausschuss der Freiwilligen Selbstkontrolle der deutschen Filmwirtschaft vor. Am 3. Januar 1957 erhielt er das Große Bundesverdienstkreuz.
Gobert war in erster Ehe mit Maria Gräfin von Haller-Hallerstein verheiratet (gest. 1937), sie hatten zwei Söhne (Ernst Ascan, gefallen 1944, und Boy Christian) und zwei Töchter (Silke und Sibylle).
Ascan Klée Gobert wurde auf dem Waldfriedhof in Hamburg-Volksdorf beigesetzt, die Grabstätte existiert jedoch nicht mehr.

## Politik
Gobert wurde von der britischen Besatzungsmacht am 4. Januar 1946 in den Ernannten Senat der Stadt Hamburg unter Rudolf Petersen berufen. Er nahm die Nachfolge auf dem Posten des Kultursenators für den ausgeschiedenen Hans-Harder Biermann-Ratjen an, war somit aber nicht, wie zum Teil fälschlicherweise angegeben, der erste Nachkriegssenator auf diesem Posten.
Von Februar bis Oktober 1946 saß er zudem als Mitglied in der von der britischen Besatzungsmacht Ernannten Bürgerschaft. Zunächst Mitglied der Fraktion der Parteilosen, wechselte er im Frühjahr 1946 zur CDU. Als Oppositionspolitiker wurde er auch durch seine scherzhaften Kommentare bekannt: „Der Hamburger hat vor drei Dingen Angst: Zugluft, nasse Füße und SPD!“
Nach seinem Austritt aus der CDU Ende der 1940er Jahre bot der Bürgermeister Max Brauer ihm nach der Bürgerschaftswahl 1949 an, erneut als Präses der Kulturbehörde in den Senat einzutreten. Dies lehnte Gobert jedoch ab.

## Werke
- Glück durch Sibylle, Societäts-Verlag, Frankfurt am Main 1937
- Blaue Tage, Societäts-Verlag, Frankfurt am Main 1941
- Die schwarze Fähre, Hoffmann & Campe, Hamburg 1947
- Kindheit im Zwielicht, Hamburger Bücherei, Hamburg 1946
- Das Gartenfest, Verlag Thorbecke, Lindau (B) 1949
- Der Stundenplan, Boysen Verlag, Hamburg 1967
- Zacke und Loch, Boysen Verlag, Hamburg 1972 (3. Auflage)
- Der Zwiebelfisch, Verlag Husum, Husum 2002 (ISBN 3-89876-003-0)